# Bran (gmina)
Bran – gmina w Rumunii, w okręgu Braszów. Obejmuje miejscowości Bran, Predeluț, Sohodol i Șimon. W 2011 roku liczyła 5181 mieszkańców. 